# Droga wojewódzka nr 536
Droga wojewódzka nr 536 (DW536) – droga wojewódzka o długości 13 km łącząca Iławę z DK15 niedaleko Lubawy oraz pośrednio z Nowym Miastem Lubawskim, Brodnicą, Toruniem i Inowrocławiem.

## Dopuszczalny nacisk na oś
Na całej długości drogi dopuszczalny jest ruch pojazdów o nacisku pojedynczej osi do 10 ton.

## Miejscowości leżące przy trasie DW536
- Iława (DK16, DW521)
- Smolniki
- Rodzone
- Sampława (DK15)